# Bauknecht-Author/2013
Deze pagina geeft een overzicht van de Bauknecht-Author-wielerploeg in 2013.

## Algemene gegevens
Algemeen manager: Vladimír Vávra
Ploegleiders: Vladimír Vávra, Otakar Fiala
Fietsmerk: Author
Budget: niet bekend

## Renners
| Naam              | Geboortedatum | Nationaliteit | Ploeg 2012 |
| ----------------- | ------------- | ------------- | ---------- |
| Tomáš Bucháček    | 07-03-1978    | Tsjechië      |            |
| Tomas Danacik     | 24-10-1990    | Tsjechië      |            |
| David Dvorsky     | 11-06-1992    | Tsjechië      |            |
| Josef Hosek       | 23-12-1991    | Tsjechië      |            |
| Jiri Hudecek      | 19-05-1986    | Tsjechië      |            |
| Tomas Kalojiros   | 03-08-1994    | Tsjechië      | Neo        |
| Stanislav Kozubek | 09-06-1980    | Tsjechië      |            |
| Josef Manousek    | 23-09-1991    | Tsjechië      | Neo        |
| Frantisek Padour  | 19-01-1988    | Tsjechië      |            |
| Jiří Polnický     | 16-12-1989    | Tsjechië      |            |
| Tomas Zechmeister | 30-06-1993    | Tsjechië      | Neo        |

## Overwinningen
GP Vysočina
Winnaar: Jiří Polnický
Vysočina
2e etappe: Tomáš Bucháček
3e etappe: Josef Manousek
2000 · 2001 · 2002 · 2003 · 2004 · 2005 · 2006 · 2007 · 2008 · 2009 · 2010 · 2011 · 2012 · 2013